# 늪지대 (물리학)
이론물리학에서 늪지대(영어: Swampland)라는 용어는 양자 중력과 호환되지 않는  저에너지 유효이론을 나타낸다. 이것은 일관된 양자 중력 이론으로 여겨지는 끈 이론과 호환되는 것으로 알려진 소위 "끈 이론 풍경"과 대조된다. 즉, 늪지대는 중력의 추가로 일관된 자외 완비성이 없는 일관되어 보이는 이론들의 집합이다. 이 용어는 이론 물리학자 캄란 바파가 2005년에 만들었다.
끈 이론의 발전은 또한 거짓 진공의 끈 이론 풍경이 광대하다는 것을 시사하므로, 풍경이 변칙이 없는 유효 장론이 허용하는 만큼 광대한지 묻는 것은 당연하다. 늪지대 프로그램은 중력 자외 완비와 호환되는 모든 이론 사이에 공유되는 보편적 원리를 식별하여 양자 중력 이론을 설명하는 것을 목표로 한다. 이 프로그램은 끈 이론이 늪지대가 실제로 끈 이론 풍경보다 훨씬 더 크다는 것을 암시한다고 주장한 캄란 바파에 의해 시작되었다.
양자 중력은 국소성 및 자외/적외 디커플링을 포함하여 몇 가지 주요 방식에서 양자장론과 다르다. 양자 중력에서 관측가능량의 국소적 구조는 근본적인 구조가 아니라 창발적인 구조이다. 국소성의 출현에 대한 구체적인 예는 AdS/CFT이며, 일괄적인 국소적 양자장론 설명은 이론의 특정 극한 내에서 나타나는 근사일 뿐이다. 더욱이, 양자 중력에서는 서로 다른 시공간 위상이 중력 경로 적분에 기여할 수 있다고 믿어지며, 이는 하나의 안장이 더 우세하기 때문에 시공간이 출현함을 시사한다. 또한 양자 중력에서 자외선와 적외선은 밀접한 관련이 있다. 이 연결은 블랙홀 열역학에서 나타난다. 반고전적 적외 이론은 블랙홀로 알려진 중력 자외 상태의 밀도를 포착하는 블랙홀 엔트로피를 계산한다. 블랙홀 물리학에 기초한 일반적인 주장 외에도 끈 이론의 발전은 끈 풍경의 모든 이론 사이에 공유되는 보편적인 원칙이 있음을 시사한다.
늪지대 추측(swampland conjectures)은 양자 중력 풍경의 이론에 대해 추측되는 일련의 판단 기준이다. 그 기준은 종종 블랙홀 물리학, 끈 이론의 보편적인 패턴, 그리고 서로 간의 자명한 자기 일관성에 의해 동기가 부여된다.

## 전역 대칭 없음 추측
전역 대칭 없음 추측은 양자 중력의 모든 대칭이 깨지거나 게이지 대칭이라고 말한다. 즉, 양자 중력에는 우연한 대칭이 없다. 추측의 원래 동기는 블랙홀로 거슬러 올라간다. 일반적 블랙홀의 호킹 복사는 블랙홀 외부에서 측정할 수 있는 전하, 즉 게이지 대칭 아래 전하에만 민감하다. 따라서 블랙홀 형성 및 증발 과정은 게이지 대칭에 의해 보호되지 않는 보존을 위반하는 것으로 여겨진다. 전역적 대칭이 없다는 추측은 AdS공간의 AdS/CFT 대응에서 파생될 수도 있다.

### 더 높은 형태의 대칭에 대한 일반화
전역 대칭과 게이지 대칭에 대한 현대적인 이해는 더 높은 형태의 대칭에 대한 비 전역 대칭 추측의 자연스러운 일반화를 허용한다. 기존의 대칭(0 형태 대칭)은 점과 같은 연산자에 작용하는 사상이다. 예를 들어, 자유 복소수 스칼라 장 {\displaystyle \phi (x)}은 연산자 {\displaystyle {\hat {\phi }}(x)}에 {\displaystyle {\hat {\phi }}(x)\rightarrow e^{i\alpha }{\hat {\phi }}(x)}로 작용하는 {\displaystyle U(1)} 대칭을 가지고 있다. 여기서 {\displaystyle \alpha }는 상수이다. 대칭을 사용하여 연산자 {\displaystyle {\mathcal {O}}_{g}(\Sigma )}를 모든 대칭 원소 {\displaystyle g}와 여차원-1 초곡면 {\displaystyle \Sigma }에 연결할 수 있다. 만약 점 {\displaystyle x}가 {\displaystyle \Sigma }에 의해 동봉(또는 연결)되면, {\displaystyle {\mathcal {O}}_{g}(\Sigma )}는 {\displaystyle {\hat {\phi }}(x)} 같은 임의의 하전 국소 연산자를 {\displaystyle g({\hat {\phi }}(x))}로 보낸다. 정의에 따라 연산자 {\displaystyle {\mathcal {O}}_{g}(\Sigma )}의 작용은 {\displaystyle \Sigma }이 하전된 연산자에 도달하지 않는 한, {\displaystyle \Sigma }의 연속적인 변형에 의해 변하지 않는다. 이 특징으로 인해 연산자 {\displaystyle {\mathcal {O}}}는 위상수학적(topological) 연산자라고 한다. 대칭 연산자의 융합을 지배하는 대수에 역원이 없는 원소가 있는 경우 해당 대칭을 비가역 대칭이라고 한다.
위의 정의는 더 높은 차원의 전하 연산자로 일반화될 수 있다.  {\displaystyle p} 차원에 자명하지 않게 작용하는 여차원 {\displaystyle (p+1)} 위상수학적 연산자 모음에 일반화 될 수 있다. 연산자와 융합에서 닫히는 것을  {\displaystyle p}-형식 대칭이라고 한다.  {\displaystyle p} 차원 원환 위의 {\displaystyle p}-형식 대칭을 가진 고차원 이론의 축소화는 더 높은 형식의 대칭을 낮은 차원 이론의 {\displaystyle 0}-형식 대칭으로 보낸다. 따라서 더 높은 형태의 전역 대칭도 양자 중력에서 제외된다고 믿어진다.
게이지 대칭은 이 정의를 만족하지 않는다는 점에 유의하라. 게이지 과정에서 국소적 하전 연산자는 물리적 스펙트럼에서 제외되기 때문이다.

### 보충경계 추측
대역적 대칭은 보존법칙과 밀접하게 연결되어 있다. 비전역 대칭 추측은 기본적으로 게이지 대칭으로 보호되지 않는 모든 보존 법칙이 동역학적 과정을 통해 위반될 수 있다고 말한다. 이 직관은 보충 경계 추측으로 이어진다.
콤팩트하지 않은 {\displaystyle d} 차원 및 내부 기하학 {\displaystyle M}과 {\displaystyle N}의 두 가지 배경에 놓일 수 있는 중력 이론을 고려하자. 보충 경계 추측은 두 배경을 서로 연결하는 동역학적인 과정이 있어야 한다고 말한다. 즉, 저차원 이론에는 두 배경을 구분하는 도메인 벽이 존재해야 한다. 이것은 더 높은 차원의 다양체를 사용하여 두 가지 다양체를 연결함으로써 두 가지 다양체 사이를 채우는 수학에서 보충 경계의 개념과 유사하다.

## 스펙트럼 가설의 완전성
스펙트럼 가설의 완전성은 양자 중력에서 모든 게이지 대칭 하의 전하 스펙트럼이 완전히 실현된다고 추측한다. 이 추측은 끈 이론에서 보편적으로 충족되지만 블랙홀 물리학에서도 동기가 부여된다. 전하를 띤 블랙홀의 엔트로피는 0이 아니다. 엔트로피의 지수는 상태의 수를 세기 때문에 블랙홀의 0이 아닌 엔트로피는 충분히 높은 전하의 경우 모든 전하가 적어도 하나의 블랙홀 상태에 의해 실현됨을 시사한다.

### 비전역 대칭 추측과의 관계
스펙트럼 가설의 완전성은 전역 대칭이 없다는 추측과 밀접한 관련이 있다.
예:
{\displaystyle U(1)}-게이지 대칭을 고려하자. 하전 입자가 없으면 이론은 1-형식 전역 대칭 {\displaystyle (\mathbb {R} ,+)}을 갖는다. 모든 실수 {\displaystyle c\in \mathbb {R} }와 모든 여차원 2인 곡면 {\displaystyle \Sigma }에 대해, 대칭 연산자 {\displaystyle {\mathcal {O}}_{c}(\Sigma )}는 {\displaystyle e^{icn}}로 {\displaystyle \Sigma }를 연결하는 윌슨 선을 곱한다. 여기서 윌슨 선과 관련된 전하는 {\displaystyle n} 기본 전하 단위와 같다.
하전 입자가 있으면 윌슨 선이 끊어질 수 있다. 전하 {\displaystyle k}를 띤 하전 입자가 있다고 가정한다. 윌슨 선은 {\displaystyle k}의 배수로 전하를 바꿀 수 있다. 따라서 일부 대칭 연산자 {\displaystyle {\mathcal {O}}_{c}(\Sigma )}는 더 이상 잘 정의되지 않는다. 그러나 {\displaystyle k}를 가장 작은 전하로 취하면, 값 {\displaystyle c\in \{1/k,2/k,...,k/k\}} 는 잘 정의된 대칭 연산자를 생성한다. 따라서,  대역적 대칭의 일부 {\displaystyle \mathbb {Z} _{k}}가 살아남는다. 전역 대칭을 피하기 위해, {\displaystyle k}는 1이어야 한다. 이는 스펙트럼에 모든 전하가 나타남을 의미한다.
위의 주장은 불연속 및 고차원 대칭으로 일반화될 수 있다. 스펙트럼의 완비성은 역원이 없는 대칭도 포함하는 일반화된 전역 대칭이 없다는 점에서 따라 나온다.

## 약한 중력 추측
약중력 추측은 중력이 양자 중력 이론에서 게이지 힘에 상대적으로 가질 수 있는 강도에 관한 추측이다. 그것은 양자 중력의 일관된 이론에서 중력이 가장 약한 힘이어야 한다고 대략적으로 말한다.

### 원래 추측
약한 중력 추측은 초대칭에 의해 보호되지 않는 한 모든 블랙홀이 붕괴해야 한다고 가정한다. {\displaystyle U(1)}-게이지 대칭이 있다고 가정하자. 주어진 질량을 가진 블랙홀의 전하에는 상한선이 있다. 그 한계를 포화시키는 블랙홀은 임계 블랙홀이다. 임계 블랙홀은 호킹 온도가 0이다. 그러나 극한 조건을 정확히 만족하는 전하와 질량을 가진 블랙홀의 존재 여부는 양자론에 달려 있다. 그러나 큰 임계 블랙홀의 높은 엔트로피를 감안할 때 임계 조건에 임의로 근접한 전하와 질량을 가진 상태가 많이 존재해야 한다. 블랙홀이 질량 {\displaystyle m}이고 전하 {\displaystyle q}를 띤 입자를 방출한다고 가정하자. 남은 블랙홀이 임계 이하로 유지되려면, 임계 조건이 {\displaystyle |Q|=M} 형태을 취하는 플랑크 단위에서 {\displaystyle |q|<m}이어야 한다.

### 온화한 버전
블랙홀이 특정 질량을 초과하는 입자의 자연스러운 확장이라는 점을 감안할 때 아주 큰 블랙홀보다 전하 대 질량 비율이 더 큰 블랙홀도 있어야 한다고 가정하는 것은 당연하다. 즉, 임계 상태 {\displaystyle |Q|=M+\delta M}에 대한 보정은 {\displaystyle \delta M>0}이어야 한다.

### 고차원 일반화
약한 중력 추측은 더 높은 형태의 게이지 대칭으로 일반화될 수 있다. 일반화는 더 높은 형태의 게이지 대칭에 대해 임계 브레인의 전하 대 질량 비율을 초과하는 전하 대 질량 비율을 갖는 브레인이 존재한다고 가정한다.

## 거리 추측
끈 쌍대성은 자외선 물리학에 비섭동적인 창을 제공함으로써 끈 이론에 대한 현대적 이해를 발전시키는 데 중요한 역할을 했다. 끈 이론에서 이론의 스칼라 장의 진공 기대값을 특정 한계까지 가져가면 항상 쌍대적 설명이 나타난다. 이에 대한 예는 원의 내적 기하학을 가진 끈 이론을 이해하기 위한 두 개의 쌍대적 설명이 있는 T-이중성이다. 그러나 각각의 섭동적 설명은 매개변수 공간의 다른 영역에서 유효해진다. 원의 반지름은 저차원 이론에서 스칼라 장로 나타난다. 이 스칼라 장의 값을 무한대로 취하면 결과 이론은 원래의 고차원 이론으로 설명될 수 있다. 새로운 설명에는 칼루차-클레인 입자에 해당하는 빛 상태의 탑이 포함된다. 반면에 원의 크기를 0으로 하면 원을 감는 끈이 가벼워진다. T-이중성은 KK 입자로 이러한 가벼운 감김 상태를 감지하는 대체적 설명이 존재한다는 진술이다. 끈이 없으면 원의 크기가 0이 되는 극한에서 상태가 밝아져야 한다고 믿을 이유가 없다. 거리 추측은 위의 관찰을 정량화하고 매개변수 공간의 무한 거리 극한에서 발생해야 한다고 명시한다.

### 원래 추측
스칼라 장의 진공 기대값을 무한대로 가져가면 플랑크 단위의 질량이 0이 되는 빛의 탑과 약결합 상태가 존재한다. 또한 입자의 질량은 모듈라이 공간 {\displaystyle \Delta \phi }에서 {\displaystyle m\sim M_{0}\exp(-\lambda \Delta \phi )}로 이동한 표준 거리에 따라 달라진다.  여기서 {\displaystyle M_{0}}과 {\displaystyle \lambda }는 상수이다. 또한, {\displaystyle \lambda }의 보편적인 차원 종속 하한이 있다.
스칼라 기대값(모듈라이 공간)에 대한 대상 공간의 두 지점 사이의 정준 거리는 표준 계량 {\displaystyle G}을 사용하여 측정된다. 이는 작용에서 운동학적 항으로 정의된다.
{\displaystyle S=\int d^{d}x{\sqrt {g}}{\frac {1}{2}}G_{ij}\partial _{\mu }\phi ^{i}\partial ^{\mu }\phi ^{j}+...}

### 창발 끈 추측
원래 거리 추측의 더 강력한 버전은 추가로 무한 거리 극한에서 가장 가벼운 상태의 탑이 KK 탑 또는 끈 탑이라고 가정한다. 다시 말해, 상태의 선두 탑은 고차원 이론의 차원 축소(위에서 제공된 예와 같음)를 통해 또는 약하게 결합된 끈의 들뜸으로 이해될 수 있다.
이 추측은 그 끈을 기본 끈으로 지정함으로써 종종 더욱 강화된다.

### 날카로운 거리 추측
날카로운 거리 추측은 시공간 차원 {\displaystyle d}에 대해, {\displaystyle \lambda \geq 1/{\sqrt {d-2}}}이라고 추측한다.